# Listă de pești cartilaginoși din România
Lista speciilor de pești cartilaginoși din România cuprinde 8 specii din subclasa Elasmobranchii, supraordinul Euselachii.

## OrdinulGaleiformes

#### FamiliaSphyrnidae
- Sphyrna zygaena (L., 1758)

### Subordinul Squaloidei

#### FamiliaSqualidae
- Squalus acanthias (L., 1758)

## OrderRajiformes

#### FamiliaRajidae
- Raja clavata (L., 1758)

#### FamiliaDasyatidae
- Dasyatis pastinaca (L., 1758)